# 大溫諾湖

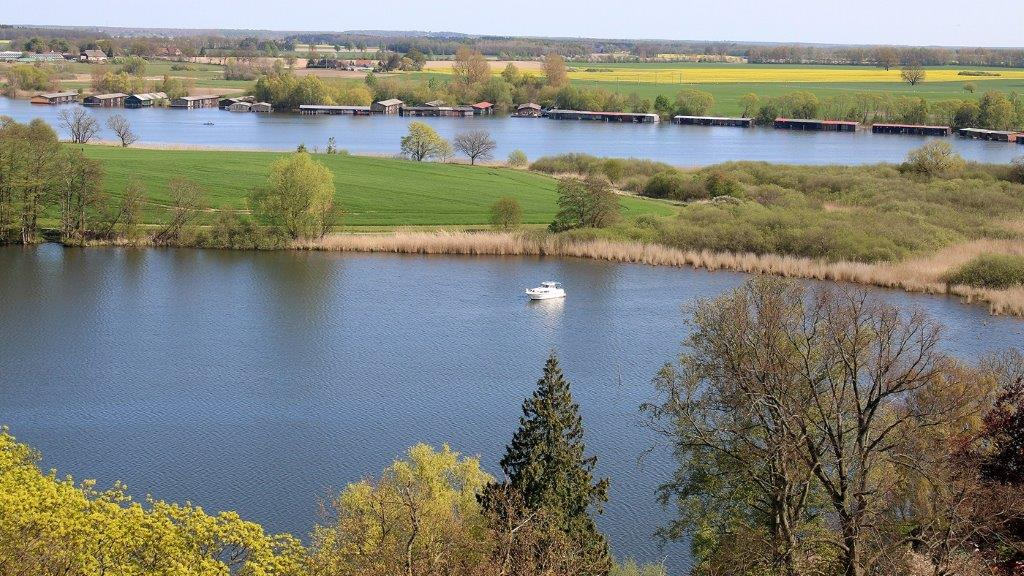

53°22′39″N 12°37′19″E / 53.37750°N 12.62194°E
大溫諾湖（德語：Große Wünnow），是德國的湖泊，位於該國東北部，由梅克倫堡-前波美拉尼亞州負責管轄，處於梅克倫堡湖區縣，長1.2公里、寬0.4公里，面積0.28平方公里，海拔高度62米。